# Liliane Fernandes
Liliane Cristina Barbosa Fernandes (née le 8 octobre 1987 à Presidente Prudente) est une athlète brésilienne, spécialiste du 400 m.
Son entraîneur est Sanderlei Parrela.